# Törökbálinti petárdaraktár-robbanás
A törökbálinti petárdaraktár-robbanás az ezredforduló utáni évek Magyarországának egyik legsúlyosabb ipari balesete volt. (A köznyelvben a petárdagyár kifejezés terjedt el, ám ez a megnevezés téves. A területen nem zajlott gyártási tevékenység, mindössze pirotechnikai termékek raktározása és tárolása.) A korábbi Mechanikai Művek területén fekvő raktárépület 2004. augusztus 5-én robbant fel, a balesetben hárman meghaltak, hatan megsérültek, illetve jelentős vagyoni kár is keletkezett.

## Robbanás és mentés
2004. augusztus 5-én, délután 16:58-kor felrobbant a korábbi Mechanikai Művek területén lévő, a Pyro-Technic Kft. tulajdonában álló, törökbálinti raktárban felhalmozott 50 tonnányi pirotechnikai eszközkészlet. A robbanás az egész környéket megrázta, erejét jól szemlélteti, hogy az 5 kilométernyire húzódó 7-es főútra is zuhant valamennyi a raktárból kirepült tárolóládák maradványaiból. A robbanást rögzítették a helyszíntől 7 kilométernyire lévő szeizmográfok is. A nagy robbanás után több kisebb detonáció is bekövetkezett, a raktározott robbanóeszközök elműködése még órákon át folytatódott. A robbanás és a tűz következtében 6 környékbeli lakóház gyulladt ki, a kiszáradt növényzet pedig lángra kapott. A légnyomás megrongálta számos, a környéken álló épület ablakát és tetejét is, néhány nyaralóépület és parkoló autó pedig kiégett.
A robbanás után a helyszínre érkező tűzoltók eloltották a kisebb környékbeli tüzeket, a polgári védelem pedig kitelepítette a környező utcák lakóit. A raktár romjainak oltásához azonban a tűzoltók csak több óra múlva tudtak hozzákezdeni.

## Az események feltárása
A vizsgálat feltárta, hogy a robbanást megelőzően a cég több esetben is szabálytalanul járt el a telephelyet illető ügyekben. A Pyro-Technik Kft. 1998-ban költözött a telephelyre. A telepet a vállalkozás a birtokba vétel után átépíttette, ám ezen tevékenységéhez nem kért engedélyt. Az engedély nélküli építkezés miatt Törökbálint önkormányzata 2003-ban és 2004-ben is bírságot rótt ki a vállalkozásra.
2002-ben a tűzoltóság is megvizsgálta az épületeket és tűzvédelmi szempontból azokat elégtelennek találta, az épületek fennmaradásához nem járult hozzá. Az események időpontjában az átépített raktáraknak nem volt fennmaradási engedélyük, az ott folyó pirotechnikai raktározási tevékenységet pedig a hatóságok nem engedélyezték. A raktárakban nem lehetett volna pirotechnikai anyagokat tárolni, mivel azok nem feleltek meg az ilyen raktárakkal szemben állított követelményeknek: hiányzott a tűzjelző berendezés, a szikramentes padló, az ellenőrzések a raktárat túlzsúfoltnak találták és nem volt biztosított az esetleges tűz oltásához szükséges víz sem.
2004 májusában a telepen a rendőrség tartott biztonsági ellenőrzést, ám ekkor nem tártak fel hiányosságokat. A 2005-ben véget ért rendőrségi nyomozás ezzel ellentétes álláspontra jutott: a raktárban alapvető biztonsági előírásokat sem tartottak be. A lefoglalt dokumentumok szerint a létesítményben fekete lőport tároltak, ennek eredetével a vállalkozás vezetői nem tudtak elszámolni. (A cég 2004 tavaszán megpróbálta megszerezni a területileg illetékes bányakapitányság engedélyét fekete lőpor tárolására, sikertelenül.) A telepet biztonsági személyzet a történések idején nem őrizte.
A vádirat szerint 15 perccel a robbanás előtt egy ügyfél 90 petárdát rendelt a Pyro-Technic Kft.-től, ám annak sem törökbálinti, sem peremartoni telepén nem volt ilyenje. A rendőrség gyanúja szerint a telepen dolgozó munkások a vállalat vezetőinek utasítására kezdtek hozzá a megrendelt petárdák összeszereléséhez. A robbanás akkor következett be, amikor a cég munkatársai a petárdákat el akarták készíteni. A rendőrség feltételezése szerint a petárdák összeszereléséhez szükséges anyagok egy részének gondatlan mozgatása (csúsztatás, dobálás, dörzsölés) vezethetett egy kisebb robbanáshoz és tűzhöz, ami egy perccel később kiváltotta a detonációt. A rendőrség által meghallgatott tanúk arról számoltak be, hogy a raktárból anyagmozgatás zaja szűrődött ki, majd közvetlenül a robbanás előtt valakinek a jajgatása hallatszott. A rendőrségi szakértők több más robbanóanyag maradványára is rátaláltak a romok között.
A robbanás helyén keletkezett krátert vizsgálva a rendőrök arra jutottak, hogy 10–100 kg fekete lőpor robbanhatott fel. Az ügyészségi vádiratban szereplő szakértői becslés szerint a felrobbant feketelőpor mennyisége 230 kg volt.
A sajtóban a robbanás okaként több alkalommal is felmerült a merénylet vagy szabotázs lehetősége. 2005 nyarán a Blikk című lap állt elő saját verziójával. A lap saját forrásaira hivatkozva azt állította, hogy a rendőrség egy katonai robbanóanyaggal elkövetett merénylet nyomaira bukkant. A helyszínen talált egyik áldozat boncolása az újság szerint arra a megállapításra jutott, hogy az illető már a robbanás előtt halott lehetett. A lap úgy tudta, hogy a rendőrök a detonáció helyszínétől 200 méternyire egy negyedik áldozat holttestére is rábukkantak, ám ezt eltitkolták. A rendőrség a cikk megjelenésének napján közleményben cáfolta az újság állításait és feljelentette a Blikket. A szándékos robbantás lehetőségét akarta kihasználni egy csaló is. A börtönből szabadult egykori rendőr egy haragosán akart bosszút állni azzal, hogy őt nevezte meg a merénylet elkövetőjeként. A csalás kiderülte után a bíróság közmunkával büntette a hamisan vádaskodót. A cég vád alá helyezett vezetői is az idegenkezűséget vetették fel vallomásukban. Elmondásuk szerint a robbanás után a telep konténerein még jól kivehetőek voltak a dulakodás nyomai, vér és kaparásnyomok. Felhívták a figyelmet a raktár előtti lebetonozott téren képződött kráterre (puskapor nem üt krátert) és a környék ablakainak "kifelé törésére": mindkettő arra utalt, hogy nem puskapor, hanem TNT robbant.

## Kártérítés, vádak és ítéletek
A robbanás után több, évekig elhúzódó perre is sor került. Törökbálint önkormányzata és a környéken lakók kártérítésért fordultak a céghez. A kft. a kártérítési igényt merényletre hivatkozással hárította el. (A vállalkozás biztosítója több károsultnak is fizetett, de csak azoknak, amelyek az ügyfelei voltak. Az önkormányzat nem tartozott ezek közé.) Megegyezés hiányában a lakók és az önkormányzat 2005-ben pert indítottak a vállalkozás ellen. A bíróság 2006-ban jogerősen is megállapította, hogy a Pyro-Technic Kft-t felelősség terheli a balesetért. A hosszabb időre megszakadó per 2012-ben ért véget, ekkor a bíróság 15 millió forintnyi kártérítést ítélt meg a felpereseknek.
A rendőrség 2005 végére fejezte be a robbanás ügyében indított nyomozását, az ügyet vádemelési javaslattal adta át az ügyészségnek. Az ügyészség 2006-ban vádat emelt a kft. négy vezetője ellen, a tárgyalássorozat 2007-ben kezdődött. Az ügyészség a vádban foglaltakat pirotechnikai szakértőinek szakvéleményére alapozta, akik szerint a raktárak gondatlan átépítése, a szellőzés, tűzvédelem és takarítás elégtelensége vezetett oda, hogy a raktár a levegőbe repült. A bíró azonban 2007 közepén a szakvélemény kiállítóit kizárta a perből, véleményüket nem vette figyelembe. 2010-ben az ügyészség egy gyanúsítottal szemben visszavonta a vádat. 2011-ben az ügyészség a megmaradt vádlottakkal szemben emelt vádat is visszavonta, így az eljárás megszűnt. A robbanást követő per büntetőjogi felelősség megállapítása nélkül ért véget.